# Второй канал (Израиль)
Канал 2 (ערוץ 2 — Аруц Штаим) — бывший израильский коммерческий телеканал.

## История
Уже в 70-х годах была задумка создать первый коммерческий не-налоговый канал в стране. Телеканал начал тестовое вещание 23 октября 1986, по плану общественного коммерческого телевидения от имени Второго Управления Вещания Израиля (הרשות השניה לטלויזיה ולרדיו) и начал трансляцию 4 ноября 1993. С 1993 по 2005 года в канал входили передачи от телекомпании Тель-ад (טלעד).
В ноябре 2017 канал был закрыт и заменён на два разных канала: 12 и 13.

## Известные передачи
Производство телепередач осуществляют телекомпании Решет (רשת) и Кешет (קשת), а также местная компания новостей (חברת החדשות).
- Прекрасная Страна — Сатирическая пародийная передача.
- Центральный выпуск новостей в 20:00 с Йонит Леви и Дани Кушмаро.
- Будущая Звезда (ранее — Новая Звезда) — передача в стиле Фабрики Звёзд. Ведущий — Аси Азар.
- The Voice Израиль, с ведущим Михаэлем Алони.
- Ха-ах ха-гадоль — передача в стиле Большого Брата/Дома 2. Ведущие: Эрез Таль, Аси Азар.
- X-Factor Израиль.
- Танцы со звёздами — израильская версия известной британской передачи.

### Телеигры
- Мероц ле -мильон — передача, где 11 пар путешествуют по свету, чтобы получить главный приз — миллион.
- Один против ста.
- Клетка (Клув Хазаав) (придуман в Израиле, позже адаптирован в Россию и в другие страны)